# О-подібні знаки

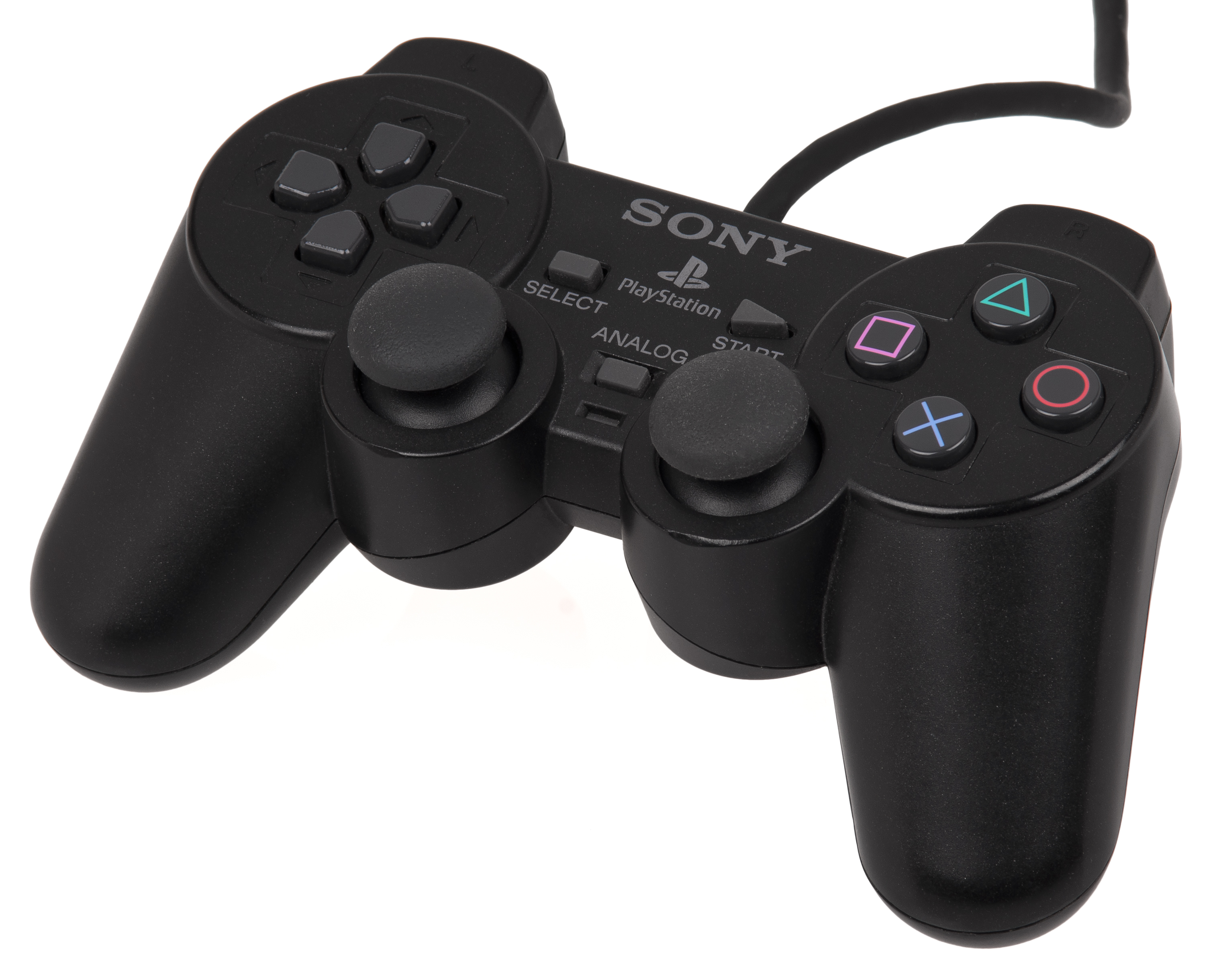
Контролер для ігрової консолі PlayStation 2 від компанії Sony.

О-подібні знаки (кружечка) використовуються для позначення концепції згоди та підтвердження у культурах східної Азії. Еквівалентом цього у західних культурах є галочка. Протилежністю ж до О-подібних знаків, є Х-подібні знаки.

## Юнікод
У юнікоді існують наступні О-подібні знаки:
| Символ | Код юнікоду | Назва англійською мовою |
| ------ | ----------- | ----------------------- |
| ○      | U+25CB      | WHITE CIRCLE            |
| ◎      | U+25CE      | BULLSEYE                |
| ●      | U+25CF      | BLACK CIRCLE            |
| ◯      | U+25EF      | LARGE CIRCLE            |
| ⭕     | U+2B55      | HEAVY LARGE CIRCLE      |
| 🙆     | U+1F646     | FACE WITH OK GESTURE    |